# Кікотсмові-Вілледж
Кікотсмові-Вілледж (англ. Kykotsmovi Village) — переписна місцевість (CDP) в США, в окрузі Навахо штату Аризона. Населення — 736 осіб (2020).

## Географія
Кікотсмові-Вілледж розташоване за координатами 35°48′37″ пн. ш. 110°39′25″ зх. д. / 35.81028° пн. ш. 110.65694° зх. д. (35.810245, -110.656849). За даними Бюро перепису населення США в 2010 році переписна місцевість мала площу 43,86 км², з яких 43,82 км² — суходіл та 0,03 км² — водойми.

## Демографія
Згідно з переписом 2010 року, у переписній місцевості мешкало 746 осіб у 252 домогосподарствах у складі 166 родин. Густота населення становила 17 осіб/км². Було 328 помешкань (7/км²).
Расовий склад населення:
| - 92,8 % — корінних американців - 5,0 % — білих - 0,3 % — азіатів - 0,1 % — вихідців з тихоокеанських островів - 0,1 % — чорних або афроамериканців |

До двох чи більше рас належало 1,6 %. Частка іспаномовних становила 3,1 % від усіх жителів.
За віковим діапазоном населення розподілялося таким чином: 27,7 % — особи молодші 18 років, 57,6 % — особи у віці 18—64 років, 14,7 % — особи у віці 65 років та старші. Медіана віку мешканця становила 35,9 року. На 100 осіб жіночої статі у переписній місцевості припадало 94,3 чоловіків; на 100 жінок у віці від 18 років та старших — 91,8 чоловіків також старших 18 років.
Середній дохід на одне домашнє господарство становив 40 102 долари США (медіана — 32 381), а середній дохід на одну сім'ю — 52 550 доларів (медіана — 42 813). За межею бідності перебувало 27,8 % осіб, у тому числі 26,8 % дітей у віці до 18 років та 4,3 % осіб у віці 65 років та старших.
Цивільне працевлаштоване населення становило 340 осіб. Основні галузі зайнятості: освіта, охорона здоров'я та соціальна допомога — 30,6 %, публічна адміністрація — 18,8 %, науковці, спеціалісти, менеджери — 14,1 %.